# Jesse Vassallo
Pour les articles homonymes, voir Vassallo.
Jesse Vassallo, ou pour l'État-civil Jesús David Vassallo Anadón, né en 1961 est un nageur portoricain, détenteur de record du monde, ayant participé aux Jeux olympiques d'été de 1984 dans l'équipe des États-Unis. Il a été nommé au International Swimming Hall of Fame. De 2004 à 2009, il est président de la Fédération portoricaine de natation.